# Monts Berkshire
Pour les articles homonymes, voir Berkshire.
Les monts Berkshire (en anglais Berkshire Mountains, aussi appelées Berkshire Hills signifiant littéralement « collines Berkshire »), ou simplement les Berkshires, une chaîne de montagnes et de plateaux située dans l'Ouest des États du Massachusetts et du Connecticut. Ce toponyme désigne également une vaste aire culturelle. Francis Bernard, un administrateur colonial britannique nomma la région en l'honneur du comté du Berkshire, dont il était originaire, en Angleterre. Le tourisme est la principale activité économique, en reposant sur le patrimoine artistique et les infrastructures récréatives.

## Toponymie
Suivant le contexte dans lequel il est employé, le toponyme The Berkshires peut prendre plusieurs acceptions.
Politiquement, le comté de Berkshire, dans le Massachusetts, est une entité administrative formée en 1761. Elle inclut l'extrémité occidentale de l'État, en bordant l'État de New York à l'ouest et en suivant parallèlement la ligne de partage des eaux entre les bassins des fleuves Housatonic d'une part et Connecticut d'autre part à l'est.
Géomorphologiquement et géologiquement, les monts Berkshire sont le prolongement méridional des montagnes Vertes du Vermont et s'en distinguent uniquement par leur altitude moyenne plus faible et par leur appartenance administrative. Sur le plan de la géographie physique, la chaîne de montagne s'étend entre les vallées du fleuve Housatonic et de la rivière Hoosic à l'ouest, les vallées du fleuve Connecticut, des rivières Westfield et Farmington à l'est, et le bassin du fleuve Quinnipiac au sud.
Culturellement, toutefois, le terme de Berkshires comprend toute la région de plateaux dans la partie occidentale du Massachusetts, à l'ouest du fleuve Connecticut et de son affluent la rivière Westfield, ainsi que dans la partie Nord-Ouest du Connecticut depuis la rivière Farmington entre Winsted et Litchfield, en passant par le lac Candlewood au sud-ouest en enfin jusqu'à Ridgefield. Cette aire culturelle comprend également les monts Taconic à cheval sur l'État de New York, bien que distincts de l'orogenèse ayant donné naissance aux monts Berkshire. L'extrémité sud-ouest du Vermont est parfois incluse également dans l'aire culturelle des Berkshires.

## Géographie

### Situation
Les monts Berkshire sont bordés à l'ouest par les monts Taconic, par les vallées de la rivière Hoosic et du fleuve Housatonic, où affleurent de nombreux marbres, et par les plateaux de l'Hudson ; à l'est ils délimités par le système de Metacomet Ridge.
Les principales municipalités associées à l'aire culturelle sont Pittsfield, North Adams, Adams, Great Barrington, Williamstown ou encore Winsted.

### Topographie et géomorphologie

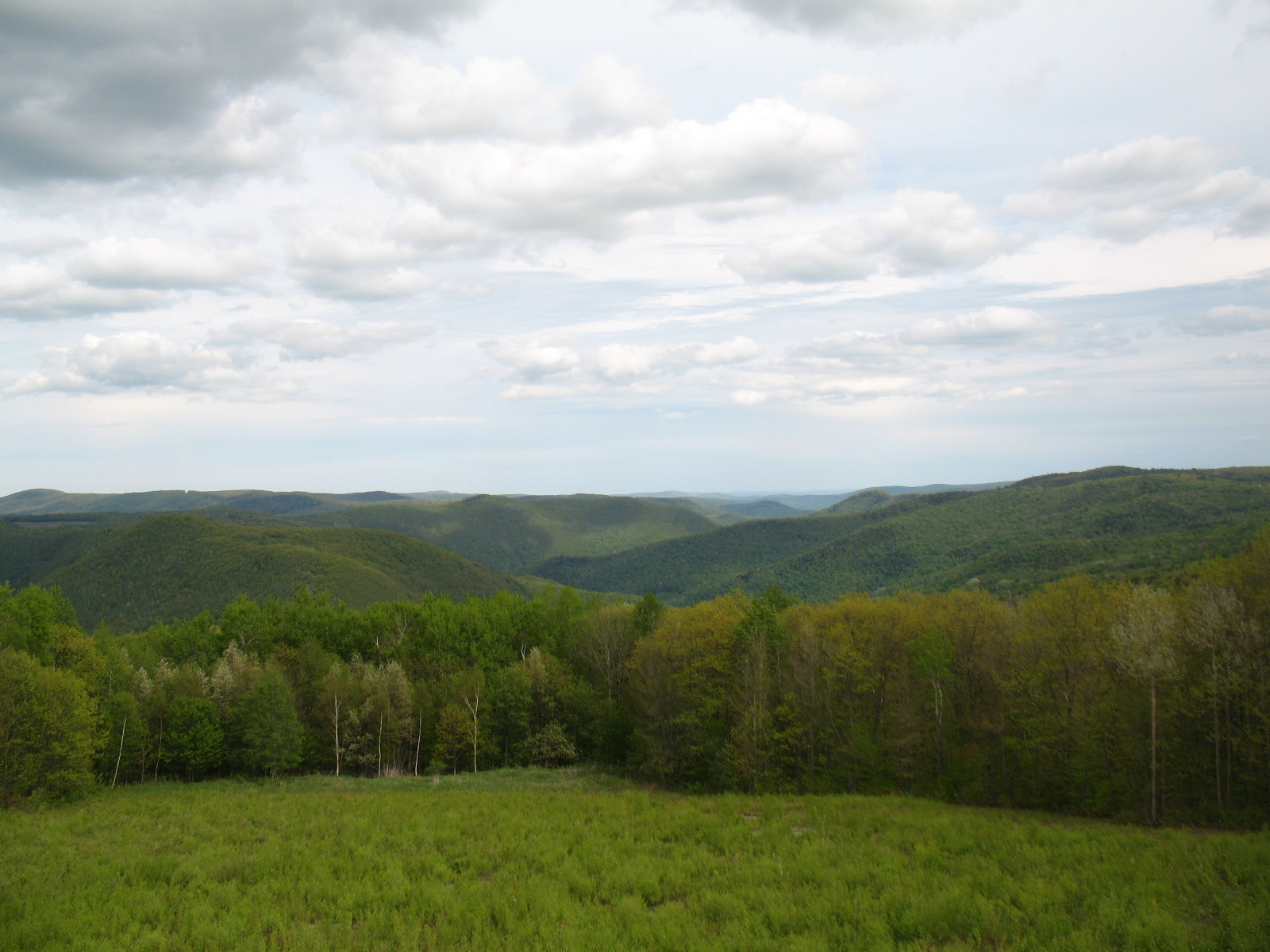
Panorama dans les environs de North Adams.

Les monts Berkshire sont en moyenne 300 mètres plus bas et moins proéminents que les sommets des montagnes Vertes du Vermont. Ils forment un vaste plateau érodé ponctué par des reliefs entrecoupés de vallées fluviales. La topographie des monts Berkshire diminue régulièrement d'ouest en est et du nord au sud, excepté lorsque des rivières ont entaillé le plateau de profondes gorges et créé des falaises vertigineuses.
Le point culminant des monts Berkshire est Crum Hill à 866 mètres d'altitude, sur le territoire de Monroe. Toutefois, le mont Greylock (1 063 mètres), dans les monts Taconic, plus haut sommet de l'État du Massachusetts, est considéré comme le point culminant de l'aire culturelle des Berkshires. Le dénivelé moyen des chaînes montagneuses des Berkshires est compris entre 200 et 350 mètres environ.

### Hydrographie
Les bassins du fleuve Housatonic et des rivières Hoosic, Westfield et Deerfield drainent la région des Berkshires au Massachusetts. Au Connecticut, les principaux bassins sont ceux de la Farmington, de la Naugatuck, de la Shepaug et de l'Housatonic.

### Géologie
Les monts Berkshire et les montagnes Vertes sont apparus il y a plus de 450 millions d'années avec l’orogenèse taconienne : un arc insulaire entre en collision avec Laurentia (ancêtre d'une partie de l'Amérique du Nord), soulevant les Appalaches et formant le socle des Berkshires. L'érosion produite au cours des centaines de millions d'années a transformé ces montagnes en simple collines telles qu'elles se présentent de nos jours.

### Faune et flore
L’United States Environmental Protection Agency du Massachusetts a défini six écorégions dans les Berkshires : les monts Taconic, les vallées de marbre de Nouvelle-Angleterre occidentale, les basses collines des Berkshires, les hauts-plateaux des Berkshires, le piémont du Vermont et la zone de transition des Berkshires. Chaque écorégion se distingue par son type d'habitat. La plus grande partie des vallées des rivières Hoosic et Houstanic est constituée de strates inférieures à base de calcaire et de marbre qui contribuent aux milieux humides uniques au Massachusetts. Les eaux alcalines abritent une grande diversité de plantes et d'animaux inadaptés aux eaux plus acides et plusieurs espèces sont identifiées comme rares ou menacées. Les riches forêts mésiques comprennent aussi bien les forêts mixtes que la taïga et les forêts subalpines. La diversité écologique de ces écosystèmes est donc très importante
Dans une monographie publiée en 1940, Egler étudie la végétation des hauts-plateaux des Berkshires en couvrant une zone s'étendant approximativement de Pittsfield à l'ouest à Hatfield à l'est et de Goshen au sud à la frontière avec le Vermont au nord.

## Activités

### Protection environnementale
Des efforts sont entrepris de la part de nombreuses associations afin de préserver la diversité biologique et gérer cette région dans le cadre d'un développement durable. Cette préservation bénéficie directement au tourisme vert : la région est réputée pour ses nombreuses truites et pour la popularité de ses sentiers de randonnée pédestre.

### Tourisme

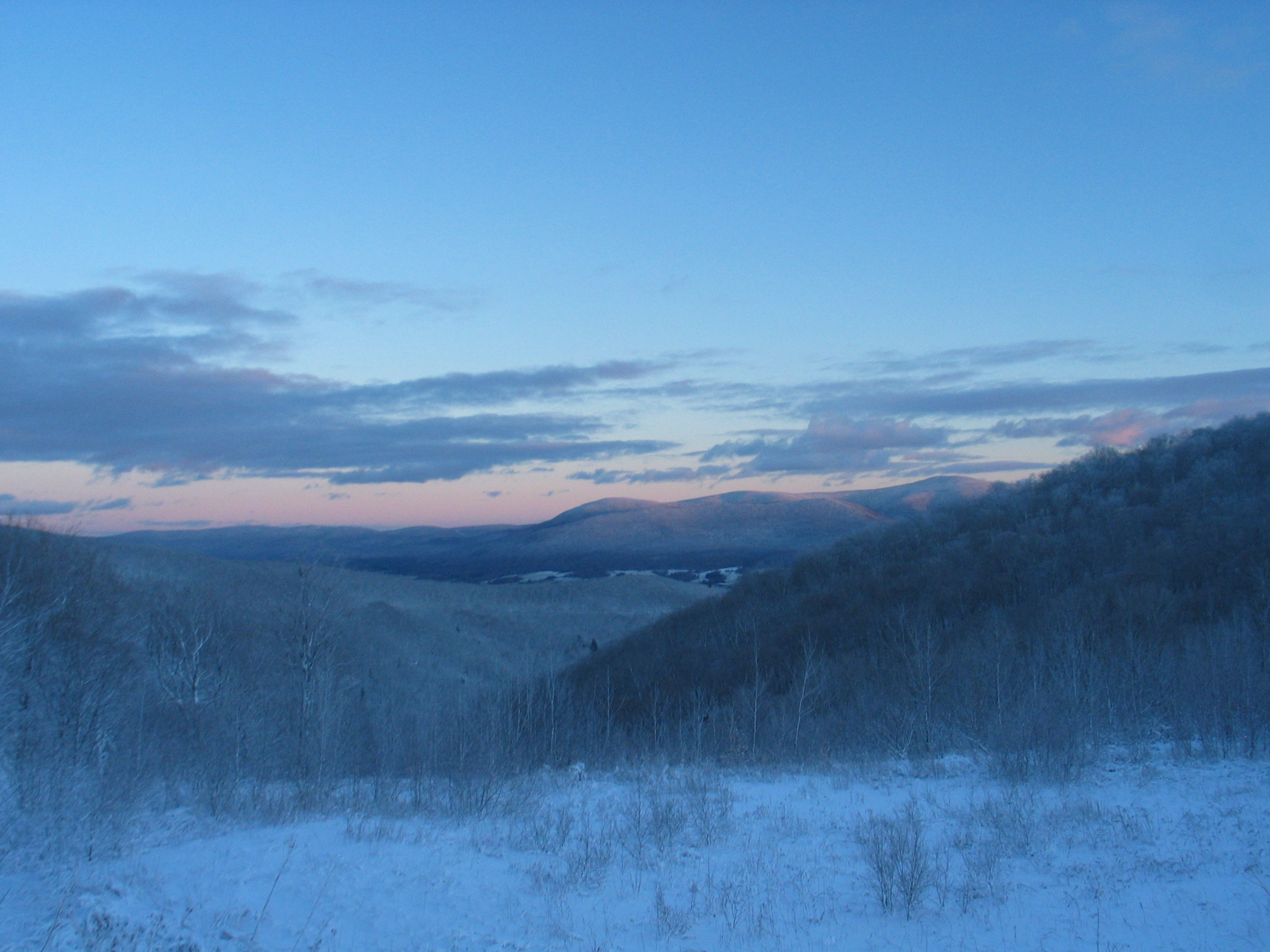
Les Berkshires en hiver.

Les Berkshires sont une destination touristique populaire de dimension équivalente pour le Connecticut et le Massachusetts aux montagnes Catskill pour l'État de New York et aux Poconos pour la Pennsylvanie. Grâce aux nombreux sentiers de randonnée, notamment le sentier des Appalaches, aux vastes étendues sauvages et aux parcs comme Kents Falls, le Berkshire Botanical Garden ou encore le Hebert Arboretum, les Berkshires sont privilégiées parmi les amoureux de la nature. La chaîne abrite les Bash Bish Falls, les plus hautes chutes d'eau du Massachusetts. Des douzaines de camps estivaux, dont plusieurs ont été fondés au début du XXe siècle, sont également présents.
Dans le nord-ouest du Connecticut, les principales attractions sont les ponts couverts de Kent et de West Cornwall, la pratique de la pêche à la mouche et du canoë-kayak, ainsi que les paysages d'automne le long de la vallée du fleuve Housatonic ou les calmes forêts traversées par le sentier des Appalaches au milieu des collines de granite recouvert de lichen.
La région des Berkshires est réputée pour être un centre des arts visuels et du spectacle vivant ; ses musées principaux sont le Norman Rockwell Museum, le Clark Art Institute, le Massachusetts Museum of Contemporary Art (MASS MoCA) et le Williams College Museum of Art (WCMA). Au Williams College, la bibliothèque Chapin offre une large sélection de livres et documents anciens. Les institutions du spectacle vivant dans les Berkshires comprennent le Tanglewood Music Center à Lenox, la maison d'été de l'orchestre symphonique de Boston, le théâtre Shakespeare & Company à Lenox, les festivals dramatiques estivaux tels le Williamstown Theatre Festival à Williamstown et le Berkshire Theatre Festival à Stockbridge, ou encore le plus ancien festival de danse américain existant, le Jacob’s Pillow.

## Culture populaire
Les Berkshires sont mentionnées dans une chanson de James Vernon Taylor intitulée Sweet Baby James :
| Now the first of December was covered with snow And so was the turnpike from Stockbridge to Boston Lord, the Berkshires seemed dream-like on account of that frosting With ten miles behind me and ten thousand more to go. | Traduction : Le premier décembre était couvert de neige Tout comme l'autoroute de Stockbridge à Boston Malgré cela les Berkshires semblaient féeriques sous ce gel Avec dix kilomètres derrière moi et dix mille encore à parcourir. |